# Gregor von Bochmann (Maler)

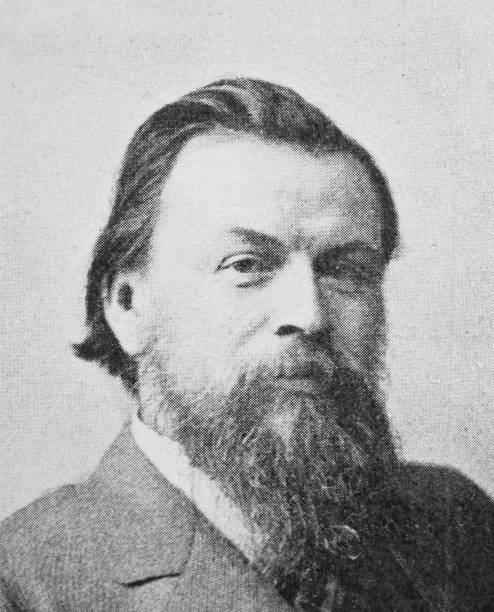
Gregor von Bochmann, um 1890

Gregor von Bochmann (* 20. Maijul. / 1. Juni 1850greg. auf dem Gut Nehhat (estn. Nehatu) in Estland; † 12. Februar 1930 in Hösel bei Düsseldorf) war ein deutsch-baltischer Maler und Zeichner, der an der Düsseldorfer Kunstakademie studierte und danach in Düsseldorf sesshaft wurde.
Durch seine regelmäßigen Ausstellungsbeteiligungen und seine teilweise spektakulären Frühwerke war Bochmann zu Lebzeiten stets populär. Nach seinem Tod wurden 1930 und 1951 im Kunstverein für die Rheinlande und Westfalen zwar Gedächtnisausstellungen für ihn ausgerichtet (1951 mit 70 Werken), danach jedoch wurde es – abgesehen von der ungebrochenen Präsenz seiner Bilder im internationalen Kunsthandel – etwas stiller um ihn. Seit dem Anfang dieses Jahrhunderts gab es allerdings Ausstellungen in Düsseldorf und Estland, und ein Buch erschien 2007 über das Leben und Werk des Malers.

## Leben

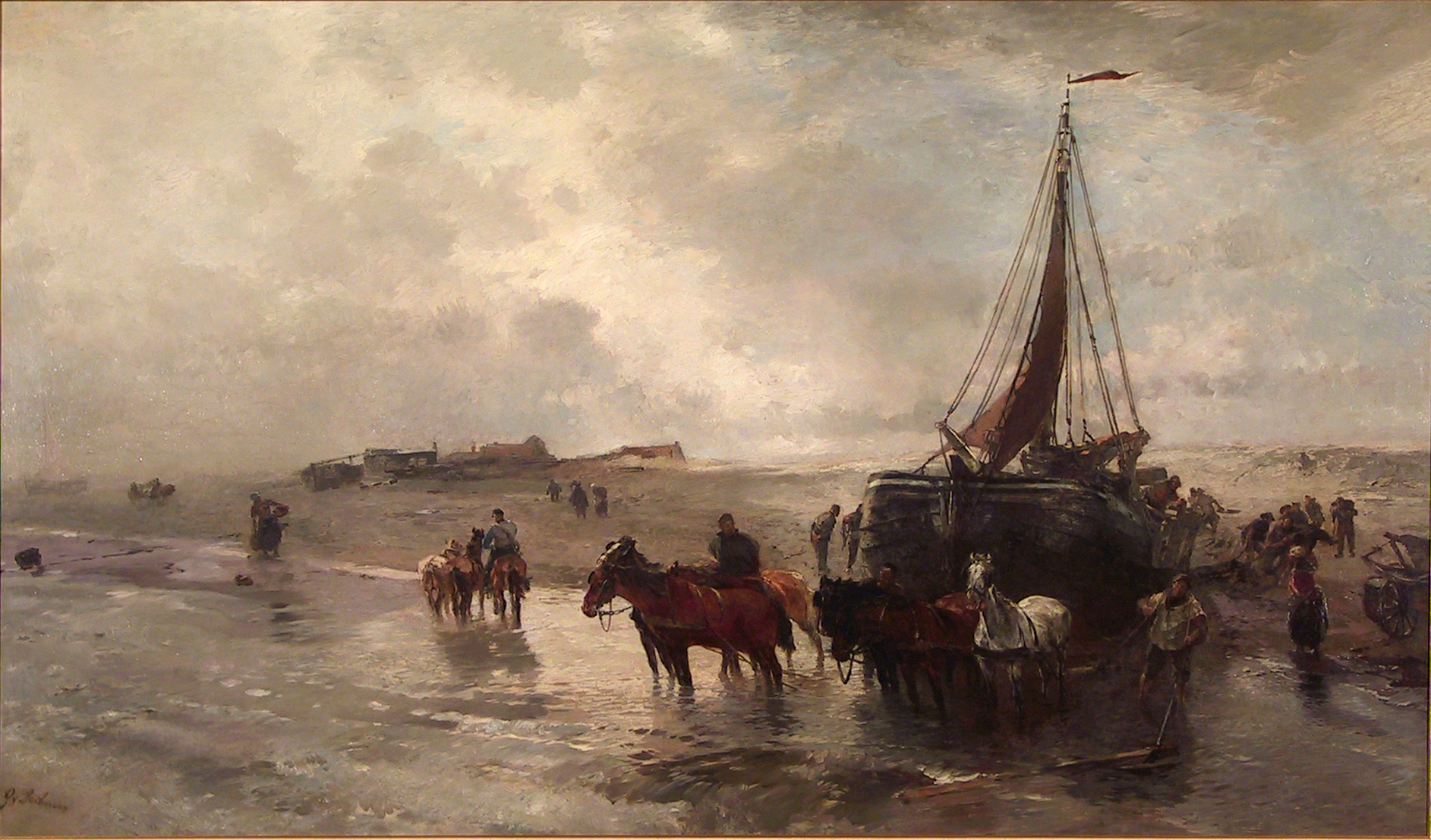
Flottmachen eines Fischerbootes in Holland, 1888, Öl, Privatbesitz

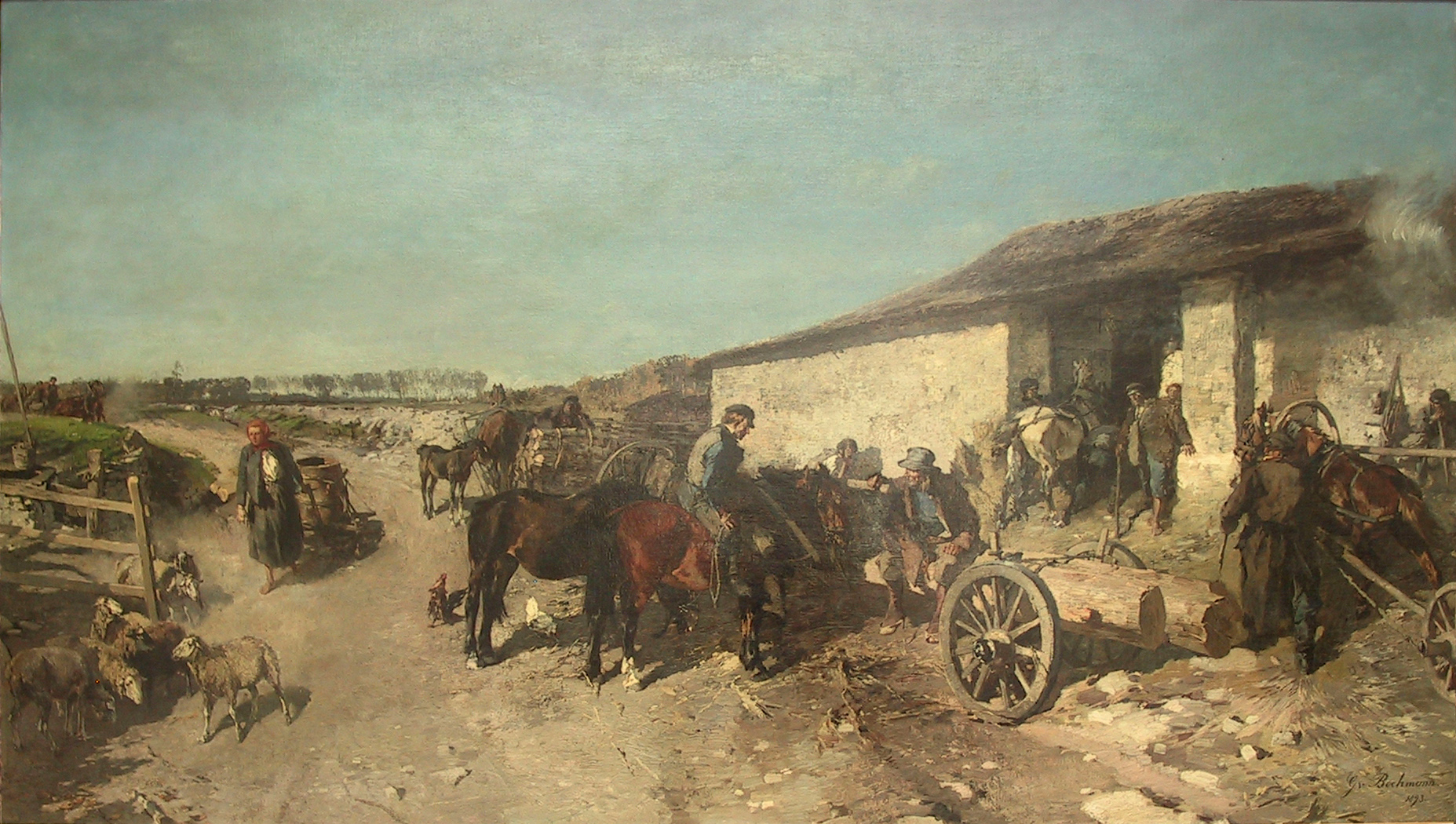
Vor der Schmiede, Öl, Stiftung Sammlung Volmer, Wuppertal

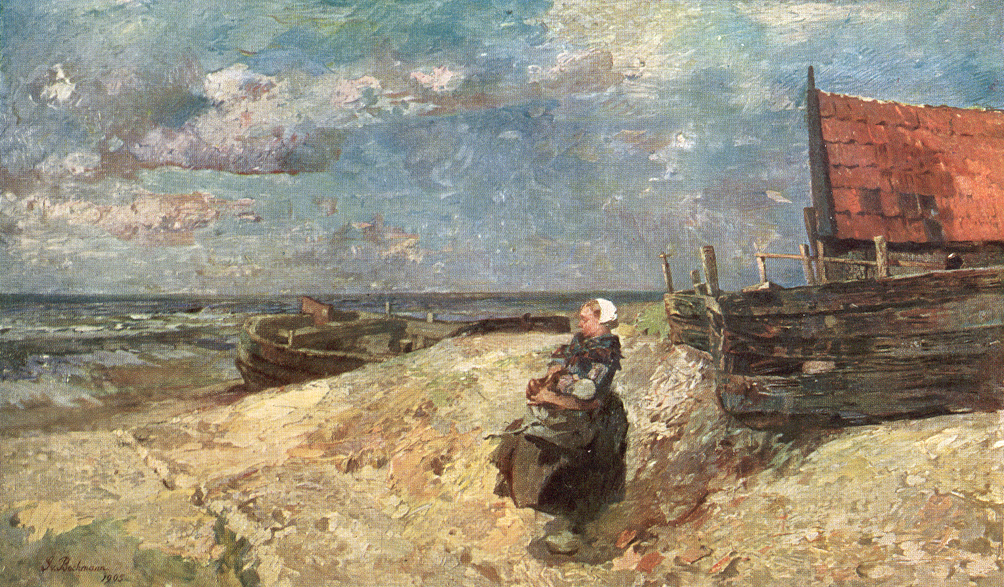
In Erwartung, 1905, Öl

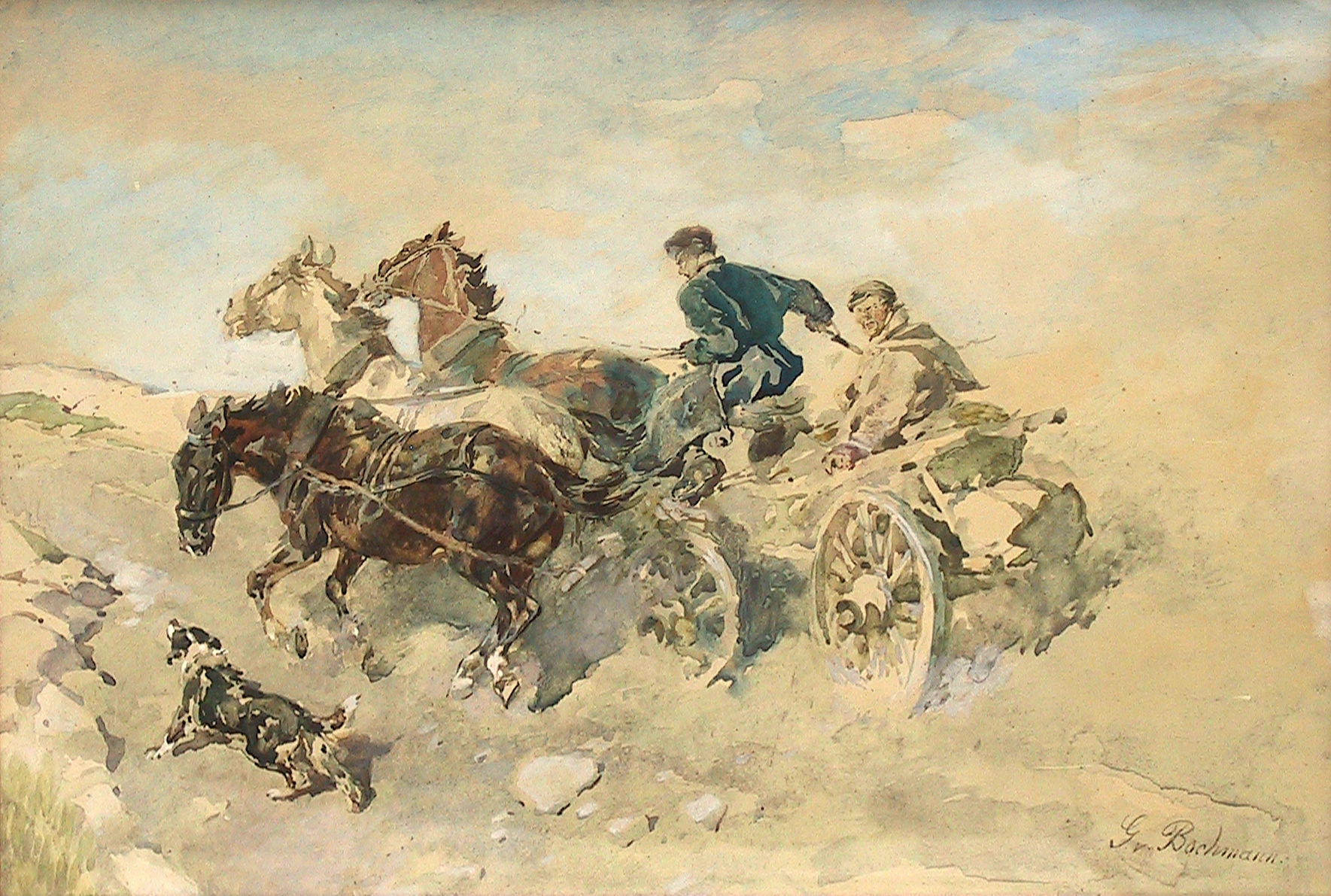
Estnische Bauern mit Pferdegespann, Aquarell

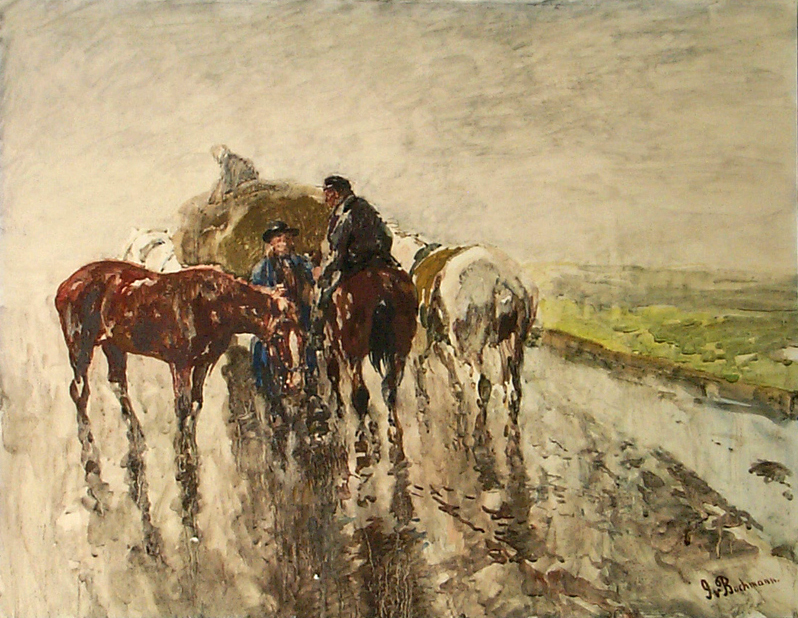
Ein Regentag, Aquarell, Museum für ausländische Kunst (Riga), Lettland

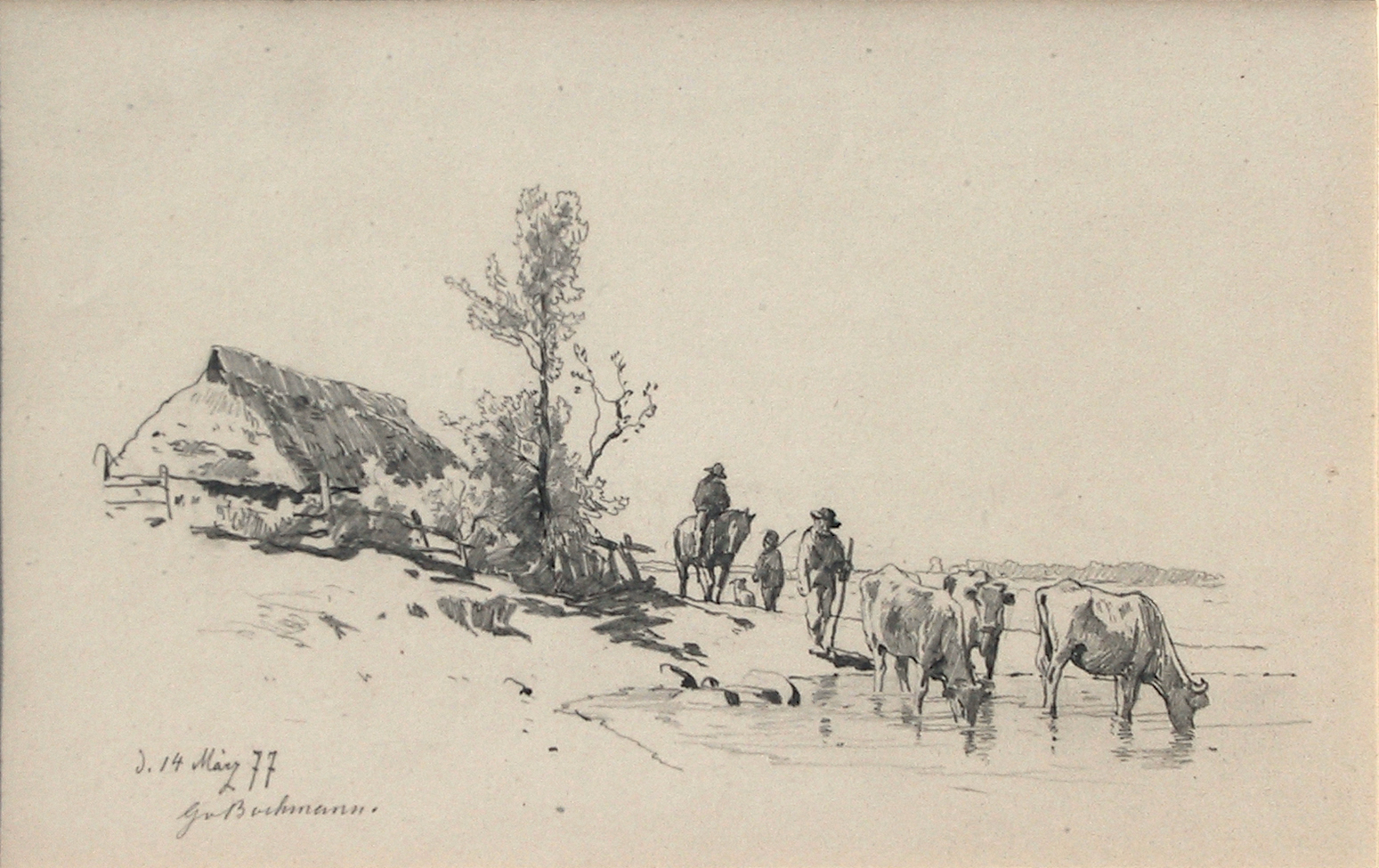
Kühe am Wasser in Estland, 1877, Bleistiftzeichnung

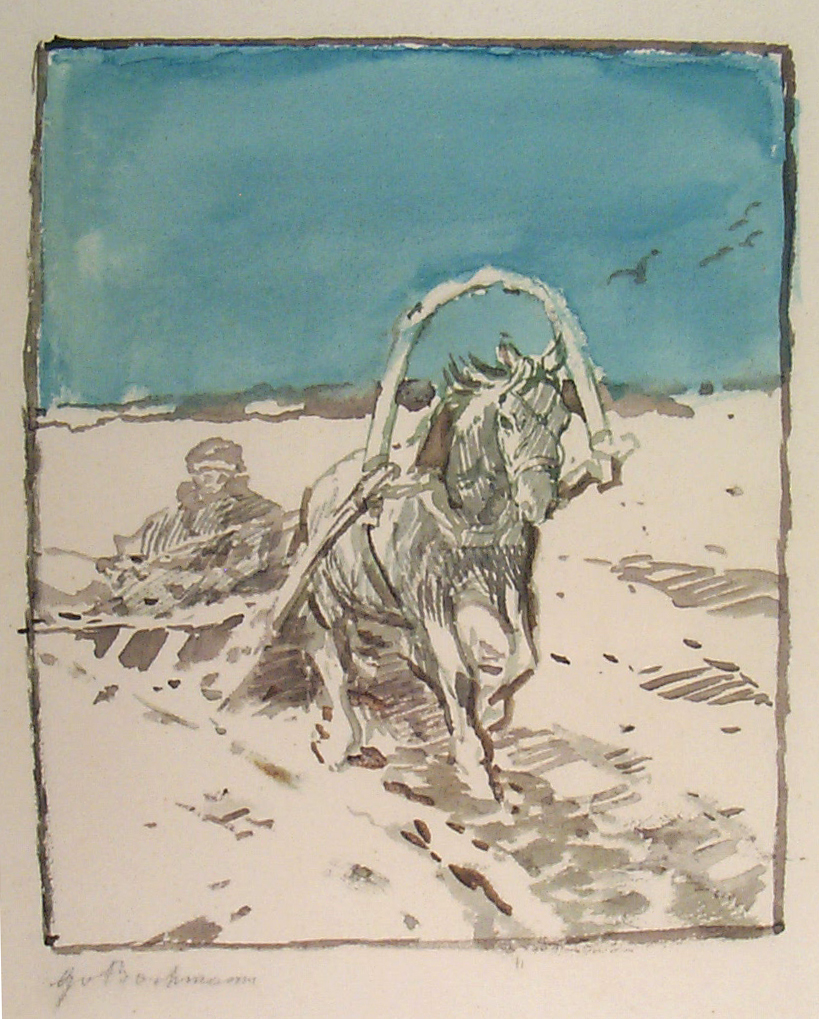
Pferdeschlitten, kolorierte Tuschzeichnung

Gregor von Bochmann verbrachte seine Kindheit auf dem Lande in Estland, das damals von Russland verwaltet wurde. Mit seinem Vater, einem wegen seiner Verdienste im Krimkrieg geadelten Forstrevidenten der staatlichen Domänen im Gouvernement Estland, reiste er häufig über Land und schulte dabei früh seine Beobachtungsgabe. Von 1862 bis 1868 besuchte er das Gouvernements-Gymnasium in Reval (heute Tallinn), wo sein Zeichenlehrer Theodor Albert Sprengel, der selbst in Dresden und Düsseldorf studiert hatte, sein außergewöhnliches künstlerisches Talent erkannte. Er verschaffte ihm 1868 ein Stipendium der Revaler Schiller-Stiftung zum Studium an der Düsseldorfer Kunstakademie, die durch die Düsseldorfer Malerschule bekannt geworden war.
Nach schnellem Durchgang durch die Zeichen- und die Antikenklasse der Akademie besuchte er 1869 ein halbes Jahr die Landschaftsklasse Oswald Achenbachs, bis dieser die Akademie verließ. Bereits 1871 gründete Bochmann ein eigenes Atelier in Düsseldorf und unternahm in der Folgezeit wiederholt Studienreisen nach Holland, Belgien und Estland, die ihm die Motive zu seinen Gemälden lieferten. Am 22. August 1877 heiratete er in Düsseldorf Emilie (Milla) Poensgen (* 1856), Tochter von Julius Poensgen (1814–1880) aus der bekannten Industriellenfamilie Poensgen. Ein Sohn ist der Bildhauer Gregor von Bochmann der Jüngere.
Früh beteiligte er sich an wichtigen Kunstausstellungen (Düsseldorf, München, Wien, Dresden, Berlin, Weltausstellung 1878 in Paris) und erhielt zahlreiche Auszeichnungen. Neben etlichen Ausstellungsmedaillen und der Berufung in die Akademie der Künste in Berlin im Jahre 1893 wurde ihm 1895 der Titel Kgl. Preuß. Professor verliehen. Am 13. Juli 1899 wurde er in den preußischen Adelsstand aufgenommen, indem Kaiser Wilhelm II. Bochmanns russischen Adelstitel bestätigte.
Durch die Gründung der Freien Vereinigung Düsseldorfer Künstler zählt Bochmann zu den frühesten Secessionisten. Bochmann war Vorstandsmitglied im Deutschen Künstlerbund.

## Werke
Zu den Hauptwerken Bochmanns, der auch ein hervorragender Zeichner und Aquarellist war, gehören: „Estnischer Marktplatz“ (um 1870, Kunstmuseum Düsseldorf), „Die Schnitter“ (nach 1870, Nationalgalerie Berlin), „Sonntag bei der Kirche in Estland“ (1874), „Holländische Schleuse“ (1875), „Kartoffelernte in Estland“ (1876), „Werft in Südholland“ (1878, Nationalgalerie in Berlin), „Alt-Scheveninger Strandleben“ (1879), „Fischmarkt in Reval“ (1886, Kunstmuseum Düsseldorf), „Holländischer Strand“ (1888), „Rast am Kruge“ (Motiv aus Estland, 1893, Gemäldegalerie Dresden), „Holländisches Strandbild“ (1894, Neue Pinakothek in München), „An verlassener Heerstraße“ (1904), „Die Schiffe kommen“ (1907), „Muschelfischer“ (1918).

„Zwei Motive sind es vornehmlich, die sich wie ein roter Faden durch Bochmanns Schaffen ziehen: das Volksleben seiner estnischen Heimat und das Treiben der Fischer an der holländischen Küste. Immer wieder versucht Bochmann diese Themen in künstlerischer Variation zu gestalten, wobei seine Liebe in gleicher Weise der Landschaft wie den Figuren, die nie zur Staffage werden, gilt. Mit größter Sorgfalt und mit feinsten Pinseln wird das zuweilen überbetonte Detail in die sicher angelegte Komposition gefügt. Auf seiner Palette hält er differenzierte Farbnuancen bereit, die den Figuren Plastizität und seinen Landschaften ihre oft gerühmte atmosphärische Tiefe und durchleuchtete Weite geben. Gerade der Lichtbehandlung hat v. Bochmann große Aufmerksamkeit gewidmet, und die beabsichtigte Stimmung wird nicht selten durch bravouröse Behandlung des Spiels von Licht und Schatten erreicht, ganz im Gegensatz zu den Impressionisten, die den dunklen Schatten farbig auflösen. In der Frühzeit liebt Bochmann eine stark tonige Farbgebung, die ihm nicht zuletzt den Ruf des ‚Altmeisterlichen‘ eingebracht hat. Eine Entwicklung innerhalb seiner fast sechs Jahrzehnte währenden Schaffenszeit ist im Sinne einer Befreiung von der akribischen Feinmalerei zu einer großzügigeren Bildauffassung und Farbgebung deutlich nachweisbar. Zum Wertvollsten, das G. v. Bochmann hinterlassen hat, gehören seine Aquarelle und farbigen Skizzen, die mit seltener Meisterschaft ausgeführt sind. Hier schreibt der Künstler eine im Vergleich mit seinen Ölbildern kaum wiederzuerkennende Handschrift. Die Aquarelle allein würden genügen, ihn, den Maler zwischen den Zeiten, in die vordere Reihe der Düsseldorfer Schule einzureihen und seiner ehrend zu gedenken.“